# Vlad Filat
Vladimir Filat (født 6. maj 1969), kendt som Vlad Filat, er en Moldovisk forretningsmand og politiker, grundlægger af Moldovas Liberaldemokratiske Parti. Han var premierminister for Moldova fra 25. september 2009 til 25. april 25, 2013. I en kort periode i december 2010 var han også fungerende præsident.